# No Other Land
No Other Land è un film documentario del 2024 diretto, prodotto, scritto e montato da un collettivo israelo-palestinese formato da Basel Adra, Yuval Abraham, Rachel Szor ed Hamdan Ballal.
È stato premiato con l'Oscar al miglior documentario ai premi Oscar 2025.

## Trama
Girato nell'arco di cinque anni, dal 2019 al 2023, documenta gli sforzi di Basel Adra ed altri attivisti palestinesi di opporsi alla distruzione del loro villaggio natale di Masafer Yatta, situato nel governatorato di Hebron in Cisgiordania, da parte delle forze di difesa israeliane (IDF), per costruirci un poligono di tiro e zona d'addestramento militare. Un'ingiunzione della Corte suprema di Israele ha infatti respinto un ricorso pluridecennale dei suoi abitanti contro questa decisione, non riconoscendo l'esistenza di Masafer Yatta sebbene quest'ultimo sia attestato sulle carte geografiche dal XIX secolo. Essendo parte della "Zona C" della Cisgiordania, l'area è sotto il completo controllo civile e militare dell'IDF, che limita arbitrariamente gli spostamenti della popolazione e arresta chi si espone in proteste pacifiche contro l'occupazione, come in una scena col padre di Basel, Nasser, un benzinaio anch'egli con un passato da attivista. Il film incorpora anche filmati d'archivio girati dalla famiglia Adra nell'arco di vent'anni (fra cui una visita di Tony Blair al villaggio nel 2009). Forte di questa tradizione, Basel decide di iniziare a filmare dopo l'arrivo delle prime ruspe nell'estate 2019.
Le mattine sono scandite dall'arrivo di Ilan, un perito israeliano incaricato di sovrintendere l'espulsione, che consegna ai proprietari di turno l'avviso di demolizione, prontamente eseguita dai bulldozer con a guardia riservisti dell'IDF sordi a qualsiasi supplica. Alle famiglie a cui tocca questa sorte non resta che rassegnarsi e trasferirsi a Hebron o in altri centri urbani, o provare a ricostruire in segreto. Nel gennaio 2021, durante una confisca di materiali edili usati per la ricostruzione di una casa demolita, un soldato israeliano spara ad Harun Abu Aram, un giovane che non vuole lasciare la presa del generatore della sua famiglia, rendendolo tetraplegico. La madre, Shamia, è costretta a prendersene cura in una grotta dove si trovano a vivere, non potendo costruire un'altra casa né potendo lei guidare un'automobile con cui andarlo a trovare in un vicino ospedale di città a causa delle recenti limitazioni imposte alla libertà di movimento dei palestinesi. Harun morirà poi due anni dopo per le ferite riportate.

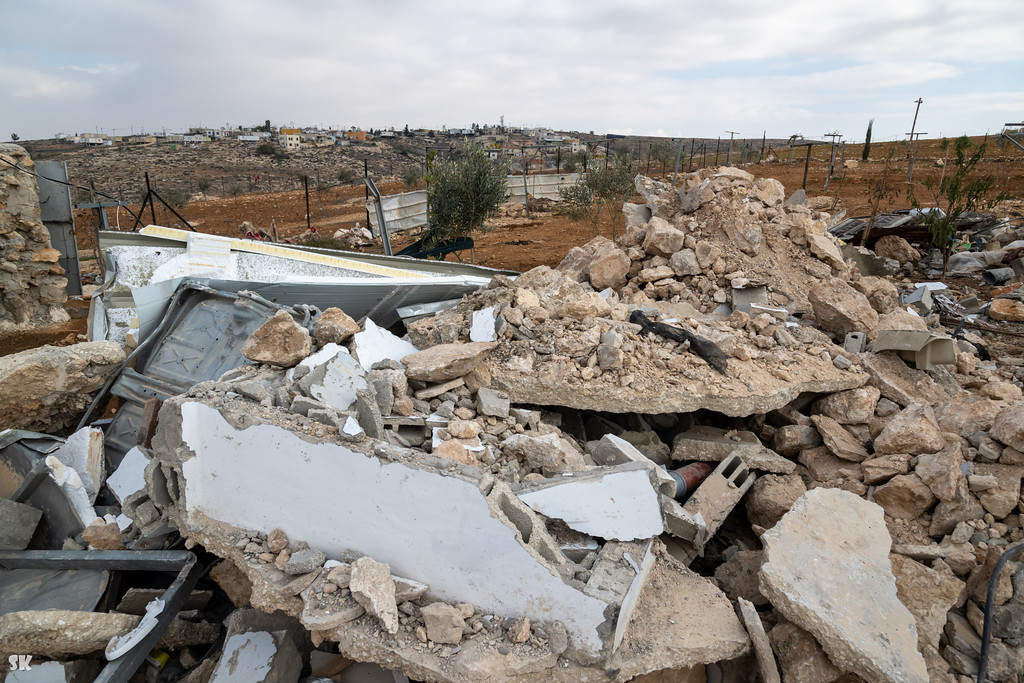
Macerie dopo una demolizione, gennaio 2023.

Mentre si susseguono le demolizioni di case, infrastrutture energetiche e altri mezzi di sussistenza, oltre che dell'unica scuola di Masafer Yatta, costruita dagli abitanti stessi quando Basel era solo un bambino contro il volere del governo israeliano, lavorando nottetempo gli uomini e di giorno donne e bambini per aggirare l'IDF, Basel stringe un rapporto professionale e d'amicizia col suo coetaneo Yuval Abraham, un giornalista israeliano di Be'er Sheva che insieme ad altri suoi compatrioti lo aiuta a riprendere le demolizioni. Yuval viene accolto, non senza imbarazzo, dagli abitanti del villaggio, con i quali ha modo di discutere della situazione politica. Tuttavia, a lungo andare, la frustrazione di entrambi verso la scarsa risonanza mediatica raggiunta dai video di Basel e gli articoli di Yuval, l'incedere inarrestabile delle demolizioni, oltre che il divario incolmabile rappresentato dalle condizioni di vita opposte che sperimentano pur abitando la medesima terra, fanno calare il gelo tra i due.

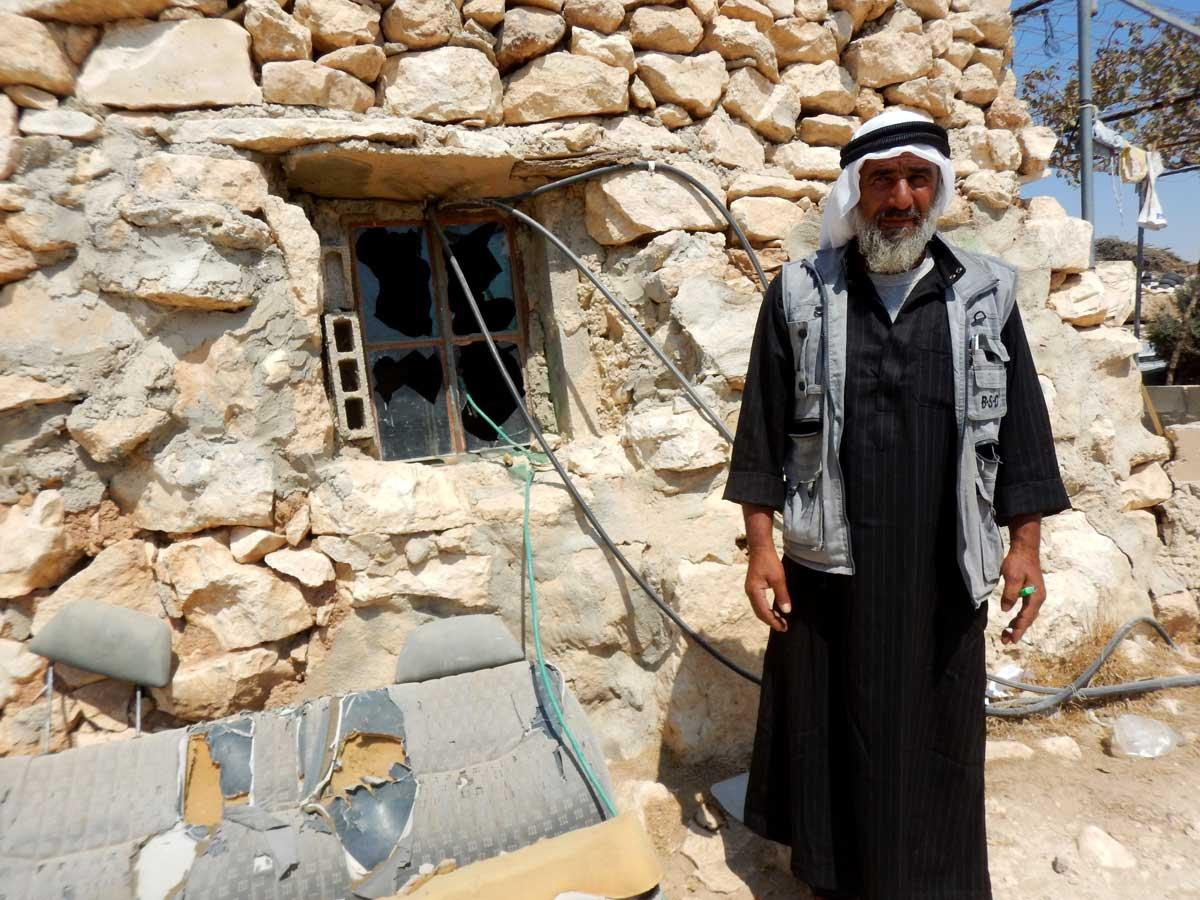
Finestre rotte da un attacco dei coloni nell'ottobre 2021.

Parallelamente allo spopolamento forzato, cominciano a fiorire nelle zona nuovi insediamenti illegali, i cui coloni vessano la popolazione, protetti dall'esercito, danneggiando case e strutture a sassate quando non direttamente terrorizzando gli abitanti armati fino ai denti. Yuval subisce minacce da parte dei coloni mentre sta riprendendo e al ritorno in Israele viene accusato durante un'ospitata in TV di foraggiare l'antisemitismo. Basel è costretto a far perdere le sue tracce per un po' tempo quando a una manifestazioni i soldati minacciano di venire ad arrestarlo, nottetempo: non trovandolo, portano via Nasser al suo posto. Finché suo padre non viene rilasciato, Basel deve lavorare alla pompa di benzina per mantenere la famiglia, e quindi smette di seguire le demolizioni.
Il film si conclude con una didascalia che informa come il film sia stato ultimato prima degli attacchi di Hamas del 7 ottobre 2023 e come da allora le demolizioni a Masafer Yatta si siano intensificate, mostrando il video amatoriale di un assalto di coloni armati avvenuto il 13 ottobre 2023, assalto in cui uno di loro spara a bruciapelo a un cugino di Basel, Zakriha Adra, disarmato. Da allora, sempre più famiglie stanno lasciando Masafer Yatta.

## Distribuzione
Il film è stato presentato in anteprima il 17 febbraio 2024 al 74º Festival di Berlino, nella sezione Panorama. Entro la fine dell'anno, 24 Paesi avevano concluso un accordo per la sua distribuzione. È stato distribuito nelle sale cinematografiche italiane dalla Wanted a partire dal 16 gennaio 2025.

## Accoglienza

### Incassi
Il film ha incassato poco più di 3,6 milioni di dollari, di cui 735443 € in Italia.

### Critica
Sull'aggregatore di recensioni online Rotten Tomatoes, il film detiene una percentuale di gradimento da parte della critica del 100%, basata su 100 recensioni; Metacritic gli assegna una media ponderata di 93 su 100, basata sulle recensioni di 24 critici.

## Controversie

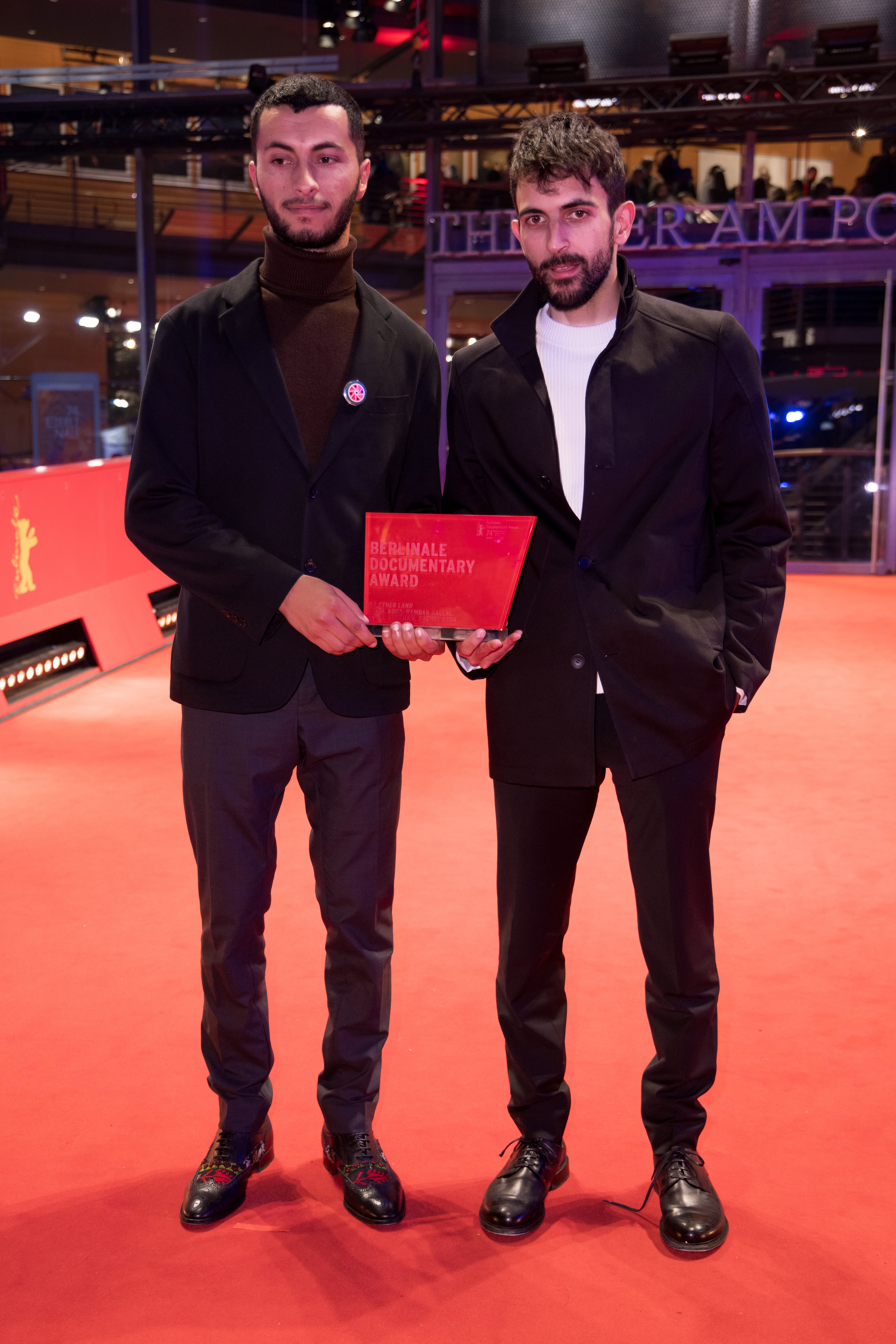
Adra ed Abraham al Festival di Berlino 2024 col premio ricevuto.

Il 26 febbraio 2024, durante il suo discorso di accettazione del premio per il miglior documentario vinto al 74º Festival di Berlino, il co-regista Yuval Abraham ha dichiarato:
Lo stesso Basel Adra ha poi proseguito dicendo:
Diversi politici tedeschi hanno accusato i registi di antisemitismo. Il sindaco di Berlino Kai Wegner (CDU) ha dichiarato su Twitter: «quanto accaduto [...] è una relativizzazione intollerabile. [...] La piena responsabilità per le profonde sofferenze in Israele e nella Striscia di Gaza è di Hamas [...] L'antisemitismo non ha posto a Berlino, e questo vale anche per la scena artistica. Mi aspetto che la nuova direzione del Festival faccia in modo che tali incidenti non si ripetano». Il ministro della cultura del governo Scholz Claudia Roth (Verdi), additata dall'opposizione come responsabile di quanto avvenuto dati i finanziamenti statali concessi al Festival, il giorno seguente ha criticato anch'essa le parole dei registi come «oltraggiosamente unilaterali e caratterizzate da un profondo odio nei confronti di Israele», definendo inoltre «inaccettabile» la mancata menzione agli attacchi del 7 ottobre 2023. Interrogata riguardo ad un video della cerimonia di premiazione che inquadrava sia lei che Wegner nell'atto di applaudire il discorso in questione, Roth si è giustificata sostenendo che la sua intenzione fosse quella di applaudire solo l'israeliano Abraham e non il palestinese Adra. Diversi altri deputati della coalizione di governo hanno preso le distanze dal discorso: Helge Lindh (SPD) ha dichiarato a Die Welt di «vergognarsi di vedere persone nel mio paese applaudire accuse di genocidio contro Israele» mentre Konstantin von Notz (Verdi) l'ha definito «una perfida inversione [degli ebrei] dallo status di vittime a quello di carnefici». Il Partito Liberale Democratico ha avanzato la proposta di ritirare in segno di protesta ogni sostegno ministeriale al Festival.
La direzione del Festival, ricoperta per l'ultimo anno dall'italiano Carlo Chatrian e l'olandese Mariette Rissenbeek, ha rilasciato un comunicato nel quale sottolineava come i commenti dei registi erano opinioni individuali che non rappresentavano "in alcun modo" quelle del Festival, che, pur accettandole in quanto "rispettose del quadro legale", «comprende[va] l'indignazione» suscitata da certe osservazioni «troppo di parte».
In un'intervista rilasciata al Guardian, Abraham ha dichiarato che «da figlio di sopravvissuti dell'Olocausto, venire accusato in Germania di antisemitismo per avere chiesto un cessate il fuoco è non solo scandaloso, ma mette letteralmente in pericolo le vite di ebrei». I suoi genitori e altri membri della sua famiglia si erano infatti visti costretti a scappare di casa dopo che una folla inferocita si era radunata sotto il loro appartamento: lo stesso Abraham aveva dovuto rimandare il suo ritorno in patria dopo che i media locali avevano descritto il suo discorso come antisemita riprendendo quelli tedeschi, facendogli ricevere diverse minacce di morte. Un anno dopo, ha rivelato che i suoi genitori hanno finito per trasferirsi in un'altra città a causa dell'incidente.

## Riconoscimenti
- 2025 – Premi Oscar
  - Miglior documentario
- 2025 – Premi BAFTA
  - Candidatura al miglior documentario
- 2024 – Festival di Berlino
  - Miglior documentario
  - Premio del pubblico (documentari)
- 2024 – Boston Society of Film Critics
  - Miglior documentario
- 2024 – British Independent Film Awards
  - Candidatura al miglior film internazionale
- 2024 – Chicago Film Critics Association
  - Miglior documentario
- 2024 – European Film Awards
  - Miglior documentario
- 2024 – Gotham Independent Film Awards
  - Miglior documentario
- 2024 – New York Film Critics Circle
  - Miglior documentario
- 2024 – National Board of Review
  - Premio per la libertà d'espressione
- 2024 – Los Angeles Film Critics Association
  - Miglior documentario
- 2024 – San Diego Film Critics Society
  - Candidatura al miglior film in lingua straniera
- 2024 – St. Louis Film Critics Association
  - Miglior documentario
- 2025 – Independent Spirit Awards
  - Candidatura al miglior documentario
- 2025 – National Society of Film Critics
  - Miglior documentario
  - Miglior film in attesa di una distribuzione statunitense
- 2025 – Satellite Awards
  - Candidatura al miglior documentario